# Madonna col Bambino e san Giovannino (Giovanni Bellini)
La Madonna col Bambino e san Giovannino è un dipinto del pittore veneziano Giovanni Bellini realizzato circa nel 1490-1500 e conservato nell'Museum of Art di Indianapolis negli Stati Uniti d'America.